# Amisulpride
Amisulpride, được bán dưới tên thương hiệu Solian và các nhãn hiệu khác, là một loại thuốc chống loạn thần được sử dụng để điều trị tâm thần phân liệt.  Nó cũng được sử dụng để điều trị chứng loạn trương lực. Nó thường được phân loại với thuốc chống loạn thần không điển hình. Về mặt hóa học, nó là một loại thuốc benzamide và giống như các thuốc chống loạn thần khác của benzamide, như sulpiride, nó có liên quan đến nguy cơ cao làm tăng nồng độ hormone trong sữa, prolactin (do đó có khả năng gây ra sự không có chu kỳ kinh nguyệt, vú nở lớn, thậm chí ở nam giới, bài tiết sữa mẹ không liên quan đến việc cho con bú, suy giảm khả năng sinh sản, bất lực, đau vú, v.v.) và nguy cơ thấp liên quan đến thuốc chống loạn thần thông thường, gây ra rối loạn vận động. Nó cũng đã được tìm thấy là có hiệu quả khiêm tốn hơn trong điều trị tâm thần phân liệt so với thuốc chống loạn thần thông thường.
Amisulpride được cho là hoạt động bằng cách giảm tín hiệu thông qua thụ thể dopamine D2. Trong trường hợp của amisulpride, điều này là bằng cách chặn hoặc đối kháng với thụ thể. Hiệu quả của Amisulpride trong điều trị loạn trương lực cơ và các triệu chứng tiêu cực của tâm thần phân liệt được cho là xuất phát từ sự phong tỏa các thụ thể Dopamine D2 trước khi tiêm. Các thụ thể tiền synap này điều chỉnh việc giải phóng dopamine vào khớp thần kinh, do đó, bằng cách ngăn chặn chúng amisulpride làm tăng nồng độ dopamine trong khớp thần kinh. Nồng độ dopamine tăng này được lý thuyết hóa để tác động lên thụ thể dopamine D1 để làm giảm các triệu chứng trầm cảm (trong dysthymia) và các triệu chứng tiêu cực của tâm thần phân liệt.
Thuốc này được Sanofi-Aventis giới thiệu vào những năm 1990. Bằng sáng chế của nó đã hết hạn vào năm 2008 và do đó các công thức chung hiện đã có sẵn. Nó được bán trên thị trường ở tất cả các quốc gia nói tiếng Anh ngoại trừ Canada và Hoa Kỳ.